# أوتفريد فورستر

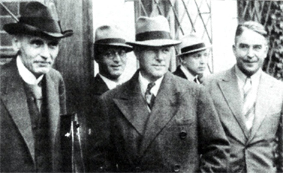
أوتفريد فورستر رفقة هربرت أوليفكرونا وفيلهيم طونيس

أوتفريد فورستر (9 نوفمبر 1873 - 15 يونيو 1941) (بالألمانية: Otfrid Foerster) هو عالم أعصاب وجراح أعصاب ألماني الأصل، وقدّم العديد من المساهمات المبتكرة في علم الأعصاب والجراحة العصبية، مثل بضع الجذر في علاج التقبض، وقطع النخاع الأمامي الجانبي من أجل الألم، واختبار فرط التهوية من أجل الصرع، ومتلازمة فورستر، وأول عملية تخطيط دماغ للأورام الدماغية وأول عملية جراحية للصرع. يُعرف فورستر أيضًا باعتباره أول من وصف القطاعات الجلدية (مناطق الجلد التي تتلقى التغذية من زوج مفرد من جذور العصب الظهري)، وساعد أيضًا في تخطيط القشرة الحركية للمخ.

## حياته
وُلد فورستر في بيرسلاو (فروتسواف الآن) لوالده ريتشارد فورستر، ودرس في ماريا ماجدالينين جيمنازيوم ليتخرج منها في عام 1892. بين عامي 1892 و1896، درس الطب في فرايبرغ، وكيل وبيرسلاو، وحصل على ترخيصه بعد تقدمه لامتحان الدولة في عام 1897 بالإضافة إلى حصوله على الدكتوراه في نفس العام. بعد إنهائه دراسة الدكتوراه، أمضى عامين في الدراسة في الخارج، بناءً على مشورة كارل فيرنيك (1848-1905): ذهب في الصيف إلى باريس، ودرس مع جوزيف جول ديجيرين وحضر دروس بيير ماري وجوزيف بابينسكي (1857-1932)؛ ودرس في الصيف في سويسرا مع هينريتش فرينكل العلاج الطبيعي لمرضى الأعصاب هناك.
تزامنت سنين فورستر الدراسية مع بدء علم الأعصاب في التطور بشكل مستقل عن الطب الباطني والطب النفسي تحت تأثير العديد من العلماء، من بينهم جان مارتن شاركو (1825-1893)، وويلهلم هينريتش إرب، وويليام ريتشارد غويرز (1845-1912) وعلى وجه الخصوص كارل فيرنيك، الذي اشتُهر بتوجهه نحو نهج الموضعة الوظيفية. نتيجة عمله التعاوني مع فيرنيك، بدء فورستر في إيلاء الاهتمام لعلم التشريح المتعلق بالجهاز العصبي المركزي. نشر الباحثان في عام 1903 أطلس تشريحي للدماغ (أتلاس ديس غيهرنس). بالتزامن مع ذلك، صبت مدارس علم الأعصاب العديدة تركيزها بشكل أساسي على التشخيص؛ لأن الوصول إلى علاج فعال أمر مستحيل تقريبًا. يرجع الفضل إلى فورستر في طرح فكرة استخدام العلاج الطبيعي لدى المرضى المصابين باضطرابات عصبية. نتيجة هذا العمل، نشأ اهتمامه النظري في اضطرابات الانسجام الحركي المتطورة عند تنفيذ الحركة: دفعه ذلك لاختيار هذا الموضوع في أطروحته في عام 1902، التي تُعتبر أحد أعماله ذات الأهمية الكبيرة في الإدخال المنهجي لطب إعادة التأهيل في علم الأعصاب. أشار دور المنعكسات الشوكية في تطور التقبض العضلي إلى إمكانية علاج هذه الحالة عن طريق القطع الجراحي للفرع الحسي من الأعصاب الصدرية والقطنية (بضع الجذر)، استطاع فورستر أيضًا تطوير عملية قطع الجذر الحسي الخلفي من أجل تخفيف التقبض في عام 1908.
في عام 1915، أبلغ فورستر لأول مرة عن نتائجه المبتكرة المتعلقة بالعلاج الجراحي لتلف العصب الناجم عن الإصابة بطلق ناري، بالإضافة إلى أنواع أخرى من تلف الدماغ والنخاع الشوكي.
بين عامي 1922 و1924، ذهب فورستر إلى روسيا حيث اعتنى بلينين بعد إصابته بسكتة دماغية. بعد موت مريضه الأكثر شهرة، طُلب منه التوصية بأحد العلماء من أجل فحص دماغ لينين بعد التشريح. أوصى من أجل ذلك بأوسكار فوجت. ظهر توقيع فورستر على جميع الوثائق المتعلقة بعلاج لينين وموته باعتباره أهم الاستشاريين الأجانب. على الرغم من عدم تعاونه مع الاشتراكيين الوطنيين، واجه فورستر قيودًا على موارده المالية وتقليصات في أنشطته المهنية. وضعته أيضًا السلطات الألمانية تحت المراقبة. رجع ذلك إلى: صلاته السابقة مع لينين؛ وزوجته اليهودية جزئيًا ومنحة مؤسسة روكفلر لعام 1932، التابعة لأصدقاء فورستر الأمريكيين، الذين مولوا بناء المختبر الحديث لمعهد علم الأعصاب. في عام 1934، حُرم من منصب الأستاذية الاستثنائية، وفي عام 1938، أُعفي من وظيفته كأستاذ جامعي.
في الفترة الممتدة بين الحربين العالميتين (1925 إلى 1935)، أصبحت بيرسلاو منطقة جذب للتدريب بين علماء الأعصاب وجراحي الأعصاب، وعلى وجه التحديد أولئك القادمين من الولايات المتحدة. كان ويلدر بنفليد (1891-1976) واحدًا من أوائل الطلاب القادمين من تلك المنطقة من العالم، واستكمل عمل فورستر في تحليل تحكم القشرة المخية بالحركة ودراسة الصرع. شمل الطلاب الآخرون بيرسيفال بيلي، الذي استطاع تطوير تصنيف جديد لأورام الدماغ، وبول بوسي، الذي اكتشف متلازمة كلوفر بوسي الشهيرة وساهم بتقديم أعمال بارزة على تنظيم القشرة الحركية، وروبرت ورتينبيرغ (1897-1956، مكتشف متلازمة ورتينبيرغ). شمل الزوار البارزون أيضًا ألفريد أدسون، وماكس بيت، وإدغار كان، وجون فولتون ومارغريت كينارد.
تتمثل إحدى أهم طرق فورستر في استخدام التخدير الموضعي بهدف إبقاء المرضى واعيين خلال الجراحة على الدماغ. أثناء استلقاء المريض في الجراحة، وخز فورستر إبرة إلكترونية في دماغ المريض من أجل استخدام ردود الفعل الحركية اللاحقة (حركات اليد، حركات الأصابع، إلخ) في التعلم عن القشرة الحركية للدماغ.
حصل على ميدالية هيولينجز جاكسون التذكارية، التي اعتبرها أكثر ما يعتز به من بين جميع الجوائز الأكاديمية التي حصل عليها خلال المؤتمر الدولي الثاني لعلم الأعصاب في لندن في عام 1935. مع ذلك، لم يتلق فورستر أي تكريم ألماني في الفترة الممتدة من عام 1933 حتى وفاته.
توفي فورستر في بريسلاو في عام 1941، عن عمر ناهز 67 سنة.